# Der Preis der Schönheit
Der Preis der Schönheit (Drop Dead Gorgeous) ist ein fürs Fernsehen produzierter Verfolgungs-Thriller von Regisseur Paul Lynch aus dem Jahr 1991. Der US-amerikanische Videotitel lautet Victim of Beauty. Die Hauptrolle spielte Jennifer Rubin.

## Handlung
Der Modefotograf Dylan Wiatt macht heimlich Bilder von der attraktiven unschuldig wirkenden Lehrerin Allie Holton. Als sie ihren Job verliert, willigt sie ein sich von ihm fotografieren zu lassen und als Fotomodell für Evelyn Ash zu arbeiten. Mit dem langhaarigen Sänger Shelby Voit dreht sie ein Musikvideo. Der Choreograf, der sie belästigt, wird kurz darauf tot aufgefunden. Allies Wohnung wird verwüstet. Von der Polizei erfährt sie, dass ein vor kurzem getötetes Mädchen im selben Haus gewohnt hat. Allie fühlt sich verfolgt und zieht um. Shelby, der ihr auch näherkommen will, wird ermordet. Dylan wird verdächtigt, hat jedoch ein Alibi. Er verdächtigt die bisexuelle Evelyn, die jedoch auch dem Unbekannten zum Opfer fällt. Allie befreundet sich immer mehr mit Dylan. Sie küssen sich. Er erhält einen Anruf der Polizei mit der Information, dass Allies abgängiger Vater ermordet wurde. Plötzlich attackiert Allie Dylan mit einem Messer. Sie sieht in ihm ihren Vater, der sehr böse Dinge mit ihr gemacht hat. Aber sie kann Dylan nicht töten, da sie in ihn verliebt ist. Verstört erzählt sie anschließend dem Polizeipsychologen von ihrem Vater, den sie getötet hat. Vier weitere Menschen, die alle an ihr zu sehr interessiert waren, mussten gleichfalls ihr Leben lassen.

## Kritiken
- www.tvtv.de und www.3sat.de beschrieben den Film als „Psychothriller mit fesselnder Schockakrobatik, von Jennifer Rubin und Sally Kellerman eindrucksvoll gespielt und von Genremeister Paul Lynch effektvoll in Szene gesetzt. Ein Leckerbissen für Krimifreunde.“[1]

## Auszeichnungen
- 2002 wurde Paul Lynch für die beste dramatische Regie bei den Gemini Awards nominiert.